# جزم داكن الردف
جزم داكن الردف (الاسم العلمي: Carpodacus edwardsii) (بالإنجليزية: Dark-rumped Rosefinch)‏ هو نوع من الطيور يتبع جنس الجزم من فصيلة الشرشوريات.